# Calpocalyx dinklagei
Calpocalyx dinklagei är en ärtväxtart som beskrevs av Hermann August Theodor Harms. Calpocalyx dinklagei ingår i släktet Calpocalyx och familjen ärtväxter. Inga underarter finns listade i Catalogue of Life.